# Asian Tour 2015
L'Asian Tour 2015 est la 21e saison des modernes "Asian Tour", principal tournoi de golf masculin d'Asie (Japon exclu) depuis son établissement en 1995. 

## Tournois
| Dates                      | Tournoi                                   | Pays             | Bourse ($) | Vainqueur         | Pts | Notes                                  |
| -------------------------- | ----------------------------------------- | ---------------- | ---------- | ----------------- | --- | -------------------------------------- |
| 8 février                  | Maybank Malaysian Open                    | Malaisie         | 3 000 000  | Anirban Lahiri    | 38  | Co-sanctionné par le Tour européen PGA |
| 15 février                 | True Thailand Classic                     | Thaïlande        | 2 000 000  | Andrew Dodt       | 28  | Co-sanctionné par le Tour européen PGA |
| 22 février                 | Hero Indian Open                          | Inde             | 1 500 000  | Anirban Lahiri    | 19  | Co-sanctionné par le Tour européen PGA |
| 5 au 8 mars                | WGC-Cadillac Championship                 | Floride          | 9 250 000  | Dustin Johnson    | 76  | Tournoi du World Golf Championships    |
| 9 au 12 avril              | Masters de golf                           | Géorgie          | 9 000 000  | Jordan Spieth     | 100 | Tournoi Majeur                         |
| 23 au 29 avril             | Indonesian Masters                        | Inde             | 750 000    | Lee Westwood      | 14  |                                        |
| 29 avril au 3 mai          | Championnat du monde de match-play        | Arizona          | 9 250 000  | Rory McIlroy      | 76  | Tournoi du World Golf Championships    |
| 7 au 10 mai                | AfrAsia Bank Mauritius Open               | Ile Maurice      | 1 110 000  | Georges Coetzee   | 17  | Co-sanctionné par le Tour européen PGA |
| 27 au 30 mai               | Bashundhara Bangladesh Open               | Bangladesh       | 300 000    | Mardan Mamat      | 14  |                                        |
| 18 au 21 juin              | Queen's Cip                               | Thaïlande        | 300 000    | Prayad Marksaeng  | 14  |                                        |
| 18 au 21 juin              | US Open de golf                           | Caroline du Nord | 9 000 000  | Jordan Spieth     | 100 | Tournoi Majeur                         |
| 16 au 19 juillet           | The Open Championship                     | Angleterre       | 9 200 000  | Zach Johnson      | 100 | Tournoi Majeur                         |
| 23 au 26 juillet           | Omega European Masters                    | Suisse           | 2 700 000  | Danny Willett     | 32  | Co-sanctionné par le Tour européen PGA |
| 6 au 9 août                | WGC-Bridgestone Invitational              | Ohio             | 9 250 000  | Shane Lowry       | 74  | Tournoi du World Golf Championships    |
| 13 au 16 août              | Championnat de la PGA                     | Wisconsin        | 10 000 000 | Jason Day         | 100 | Tournoi Majeur                         |
| 24 au 27 septembre         | Asia Pacific Open                         | Japon            | 1 200 000  | K.T. Kim          | 15  | Co-sanctionné par le Japan Tour        |
| 1 au 4 octobre             | Taiwan Masters                            | Taïwan           | 650 000    | Danny Chia        | 14  |                                        |
| 8 au 11 octobre            | Yeangder Tournaments Players Championship | Taïwan           | 500 000    | Shaun Norris      | 14  |                                        |
| 15 au 18 octobre           | Macao Open                                | Macao            | 1 000 000  | Scott Hend        | 17  |                                        |
| 22 au 25 octobre           | Open de Hong Kong                         | Hong Kong        | 2 000 000  | Justin Rose       | 34  | Co-sanctionné par le Tour européen PGA |
| 29 octobre au 1er novembre | CIMB Classic                              | Malaisie         | 7 000 000  | Justin Thomas     | 46  | Co-sanctionné par le PGA Tour          |
| 5 au 8 novembre            | HSBC Champions                            | Chine            | 8 500 000  | Russell Knox      | 66  | Co-sanctionné par le Tour européen PGA |
| 5 au 8 novembre            | Open India                                | Inde             | 400 000    | Chiragh Kumar     | 14  |                                        |
| 12 au 15 novembre          | World Classic Championship                | Singapour        | 750 000    | Danthai Boonma    | 14  |                                        |
| 19 au 22 novembre          | Manila Masters                            | Philippines      | 1 000 000  | Natipong Srithong | 14  |                                        |
| 3 au 6 décembre            | Ho Tram Open                              | Viêt Nam         | 1 500 000  | Sergio Garcia     | 14  |                                        |
| 10 au 13 décembre          | Thailand Golf Championship                | Thaïlande        | 1 000 000  | Jamie Donaldson   | 34  |                                        |
| 17 au 20 décembre          | Philippine Open                           | Philippines      | 300 000    | Miguel Tabuena    | 14  |                                        |

## Classement final
| Classement | Joueur           | Pays         | Gains (US$) |
| ---------- | ---------------- | ------------ | ----------- |
| 1          | Anirban Lahiri   | Inde         | 1 139 084   |
| 2          | Scott Hend       | Australie    | 491,631     |
| 3          | Andrew Dodt      | Australie    | 434,473     |
| 4          | Shiv Chawrasia   | Inde         | 343,272     |
| 5          | Paul Peterson    | États-Unis   | 289,872     |
| 6          | Thongchai Jaidee | Thaïlande    | 276,238     |
| 7          | Richard T. Lee   | Canada       | 240,747     |
| 8          | Danny Chia       | Malaisie     | 238,966     |
| 9          | Wang Jeung-hun   | Corée du Sud | 218,988     |
| 10         | Prayad Marksaeng | Thaïlande    | 209,645     |

There is a complete list on the official site here.